# Tu Nedhe
Circonscription électorale territoriale du Canada
Tu Nedhe est une circonscription électorale territoriale canadienne de l'Assemblée législative dans les  Territoires du Nord-Ouest. La circonscription correspond à la communauté de Fort Resolution et de Lutselk'e .
Tous les candidats sont indépendants étant donné qu'il n'y a aucun parti politique à l'Assemblée législative des Territoires du Nord-Ouest.

## Liste des députés
|  | Nom                      | Élu  | Fin du fonction |
|  | Eliza Lawrence (en)      | 1983 | 1987            |
|  | Don Morin                | 1987 | 1999            |
|  | Steven Nitah (en)        | 1999 | 2003            |
|  | Bobby J. Villeneuve (en) | 2003 | 2007            |
|  | Tom Beaulieu             | 2007 | présent         |

## Résultats des élections

### Élection de 2011
| Élection générale ténoise de 2011 |              |             |             |
|                                   | Nom          | Vote        | %           |
|                                   | Tom Beaulieu | Acclamation | Acclamation |

### Élection de 2007
| Élection générale ténoise de 2007 (en) |                          |      |         |
| [ 2 ]                                  | Nom                      | Vote | %       |
|                                        | Tom Beaulieu             | 252  | 52,72 % |
|                                        | Steve Ellis              | 175  | 36,61 % |
|                                        | Raymond Simon            | 26   | 5,44 %  |
|                                        | Bobby J. Villeneuve (en) | 12   | 2,51 %  |
|                                        | Andrew Butler            | 6    | 1,26 %  |
|                                        | James W. McPherson       | 6    | 1,26 %  |
| Total                                  | Total                    | 477  | 99,79 % |

### Élection de 2003
| Élection générale ténoise de 2003 (en) |                          |      |          |
| [ 3 ]                                  | Nom                      | Vote | %        |
|                                        | Bobby J. Villeneuve (en) | 106  | 23,71 %  |
|                                        | Steven Nitah (en)        | 82   | 18,34 %  |
|                                        | James Marlow             | 80   | 17,90 %  |
|                                        | Robert G. Sayine         | 55   | 12, 30 % |
|                                        | Maurice E. Boucher       | 49   | 10,96 %  |
|                                        | Wilfred M. Simon         | 44   | 9,84 %   |
|                                        | Felix Lockhart           | 31   | 6,94 %   |
| Total                                  | Total                    | 447  | 100 %    |

### Élection de 1999
| Élection générale ténoise de 1999 (en) |                   |      |         |
| [ 4 ]                                  | Nom               | Vote | %       |
|                                        | Steven Nitah (en) | 210  | 43,21 % |
|                                        | Sabet Biscaye     | 167  | 34,36 % |
|                                        | Daniel Walton     | 80   | 16,46 % |
|                                        | Noel Villebrun    | 29   | 5,97 %  |
| Total                                  | Total             | 486  | 100 %   |

## Annexe